# Paul Goodison
Paul Martin Goodison MBE (Rotherham, 29 de novembro de 1977) é um velejador britânico. Campeão olímpico e campeão mundial da classe laser.

## Carreira
Representou seu país nos Jogos Olímpicos de 2004, 2008 e 2012, conquistou a medalha de ouro, em 2008, na classe laser. 